# Reiser 4
Reiser4 is een bestandssysteem voor Linux ontwikkeld door Namesys. Het richt zich erop de sterke punten van ReiserFS 3 uit te bouwen en verder op te schuiven richting de database architectuur.
Hierin ligt de nadruk op twee punten. Ten eerste worden gebalanceerde bomen in het systeem vervangen door dansende bomen, een datastructuur die nog flexibeler is en zich nog beter leent voor efficiënte data-opslag, zeker in acht nemend de draaiende beweging van harde schijven (dansende bomen kunnen hier in bepaalde gevallen op geprojecteerd worden om data-toegang te optimaliseren). Ook het verplaatsen van knopen moet hierdoor sneller gaan.
Ten tweede voorziet ReiserFS versie 4 in een uitbreiding van de betrouwbaarheid en veiligheid door journaling uit te breiden naar volledige atomiciteit zoals die bekend is bij database transacties: een operatie op het bestandssysteem gebeurt geheel, of geheel niet. Journaling gebruikt een dergelijke registratie om de integriteit van het systeem te waarborgen en verifiëren, ReiserFS versie 4 wil dat graag uitbreiden tot een systeem waarbij fouten (voor het grootste gedeelte) niet eens op de harde schijf terechtkomen.
Ten slotte wil Reiser in versie 4 ook uitgebreid gebruik gaan maken van een pluginarchitectuur, waarbij plugins de mogelijke operaties op het besturingssysteem uitbreiden. ReiserFS versie 4 zou op deze manier bijvoorbeeld een versleuteld bestandssysteem kunnen worden, dat gebruik kan maken van een hele keur aan encryptie-algoritmen.